# Lukács Kinga
Lukács Kinga (Budapest, 1976. június 2. –) magyar bajnok labdarúgó, hátvéd. Jelenleg a Viktória FC labdarúgója. Ikertestvére, Lukács Lívia szintén labdarúgó.

## Pályafutása
1996-ban a Viktória FC csapatában kezdte a labdarúgást. A szombathelyi csapattal két alkalommal nyert magyar bajnokságot. 2006 tavaszán fél idényen át kölcsönben a Nagykutas csapatában szerepelt.

## Sikerei, díjai
- Magyar bajnokság
  - bajnok: 2003–04, 2008–09
  - 2.: 2004–05, 2007–08
  - 3.: 2000–01, 2001–02, 2002–03